# 薇拉·沃特鲁布佐娃
薇拉·沃特鲁布佐娃（捷克語：Věra Votrubcová，1911年2月28日—1981年7月24日），捷克斯洛伐克女子乒乓球运动员。她曾获得6枚世界乒乓球锦标赛金牌，3枚银牌和4枚铜牌。